# Etantiol
Etantiol je hlapljiva tekočina z vonjem po česnu, katere hlapi so zelo lahko vnetljivi.

## Obstojnost in reaktivnost
V paro se spremeni pri pritisku 1.8 bara ob temperaturi 50 °C. Snov ima eksplozijsko območje od 2,8 do 18 vol.%.

## Toksikološki podatki
Toksičnost je zelo majhna, ker zaradi svojega vonja, že v zelo majhnih količinah, opozarja na svojo prisotnost. Posledično je zastrupitev v praksi zelo majhna.

## Ukrepi za prvo pomoč
Takoj pokličemo prvo pomoč ter preverimo življenjske znake!
Ponesrečenca prenesemo na svež zrak in mu zrahljamo obleko. Ob zastoju dihanja mu nudimo umetno dihanje (čim več kisika) in po potrebi masažo srca, do prihoda strokovno usposobljenih oseb. Kontaminirane (okužene) obleke takoj odstranimo, dele telesa, ki so bili v stiku s snovjo pa takoj umijemo z vodo. Poškodovane oči je treba spirati z vodo okoli 10-15 minut.

## Ukrepi ob požaru
Posebne nevarnosti
Snov je strupena, lahko vnetljiva tekočina. Ima tališče pri -148 °C, plamenišče pri -20 °C in vžigališče pri 295 °C. Hlapi so zelo lahko vnetljivi. Sama tekočina je zelo hlapna. Hlapi tvorijo z zrakom eksplozivne zmesi ki so težje od zraka, širijo se pri tleh, ogenj pa lahko zavzame velike površine. Pri požaru se tvori žveplov dioksid. Pri samem stiku s kislino ali njenimi hlapi se tvorijo strupene in eksplozivne snovi.
Primerna sredstva za gašenje
Za gašenje majhnih ali velikih požarov uporabljamo aparate na prah ali ogljikov dioksid

## Ukrepi ob nezgodnih izpustih
Previdnostni ukrepi, ki se nanašajo na ljudi
- naj ne hodijo v prostore, kjer so zaznali vonj
- takoj na svež zrak
- če je le mogoče preprečimo dovod same snovi
- obvestiti pristojne službe

## Ravnanje z nevarno snovjo/pripravkom in skladiščenje
Ravnanje
Prelivamo ali prenašamo jo vedno v zaprtem sistemu. Uporabljamo ognjevarno zaščitno obleko, zaščitne rokavice iz gume, zaščitna očala ali po portebi zaščitna maska z zaščito dihal, po kanalih, kleteh priporočena uporaba izolacijskih aparatov.
Skladiščenje
Prostori zaščiteni pred statično elektriko.